# دستگیری عیسی (کاراواجو)
دستگیری عیسی (ایتالیایی: Presa di Cristo nell'orto or Cattura di Cristo) یک نقاشی رنگ روغن بر روی بوم کرباس از نقاش ایتالیایی و پیرو سبک باروک، کاراواجو است که در سال ۱۶۰۲ طرح گردید. این اثر هنری امروزه در گالری ملی ایرلند و در شهر دوبلین قرار دارد. 
روایت این نقاشی در ارتباط با ماجرای دستگیری مسیح است. ۷ چهره در این نقاشی وجود دارد که از چپ به راست عبارت هستند از یوحنا، عیسی، یهودا اسخریوطی، ۳ سرباز (یکی از آنها در دورترین قسمت سمت راست به سختی قابل مشاهده است) و مردی که فانوس را در دست گرفته‌است. تنها نیمی از بدن شخصیت‌ها به تصویر کشیده شده‌است. یهودا به تازگی عیسی را بوسیده تا شناسایی او را برای سربازان، ممکن نماید.
این نقاشی از اوایل دهه ۱۹۳۰ در تملک ژزوئیت‌های دوبلین قرار داشت و برای مدت‌های مدید چنین تصور می‌گردید که در اصل، یک کپی دقیق از اثر گمشده خرارد فن هونهورست است. تابلوی نقاشی دستگیری عیسی برای حدود ۶۰ سال در اختیار ژزوئیت‌های دوبلین بود تا اینکه در اوایل دهه ۱۹۹۰ از سرجیو بندیتی محقق هنری و رئیس مجموعهٔ گالری ملی ایرلند خواسته شد تا یک بازبینی فنی از اثر داشته باشد. پس از حذف لایه‌های کثیف (دوده‌ها) و همچنین زدودن لاک محافظ بوم از روی رنگ‌ها، کیفیت فنی بسیار بالای این نقاشی آشکار شد و در ابتدا، به صورت آزمایشی به عنوان نقاشی گمشده کاراواجو شناسایی شد و تحقیقات جداگانه بندیتی به همراه فرانچسکا کاپه‌لیتی، دانشجوی کارشناسی ارشد دانشگاه رم، انتساب این نقاشی را به کاراوجو اثبات نمود.